# Euceros enargiae
Euceros enargiae är en stekelart som beskrevs av Barron 1976. Euceros enargiae ingår i släktet Euceros och familjen brokparasitsteklar. Inga underarter finns listade i Catalogue of Life.